# Пурсаклар
Пурсаклар (тур. Pursaklar) је град у Турској у вилајету Анкара. Према процени из 2009. у граду је живело 101.578 становника.

## Становништво
Према процени, у граду је 2009. живело 101.578 становника.
| 1990. | 2000.  |
| ----- | ------ |
| 8.793 | 47.134 |